# حدائق الشلالات
حدائق الشلالات وهي حديقة كبيرة تقع عند بداية شارع فؤاد بمدينة الإسكندرية في مصر، تقع بالحي اللاتيني أحد أرقي أحياء الأسكندرية بالقرب من باب شرق وتشغل مساحته 8 أفدنة وتتميز بالمدرجات المختلفة الارتفاعات كما تضم بحيرات صناعية وشلالات مائية صناعية.
بها بقايا أبراج وسور الإسكندرية. وبها أيضا صهاريج تحت الأرض، وأعلن عن تحويل الحديقة الي مركز ثقافي وبهذا قسمت الحديقة الي 5 مناطق تحمل أسماء عدد من أعلام الفن والثقافة بالأسكندرية هم سيد درويش وبيرم التونسى ويوسف عز الدين عيسى وأحمد عثمان وسيف وانلى.

## معرض الصور

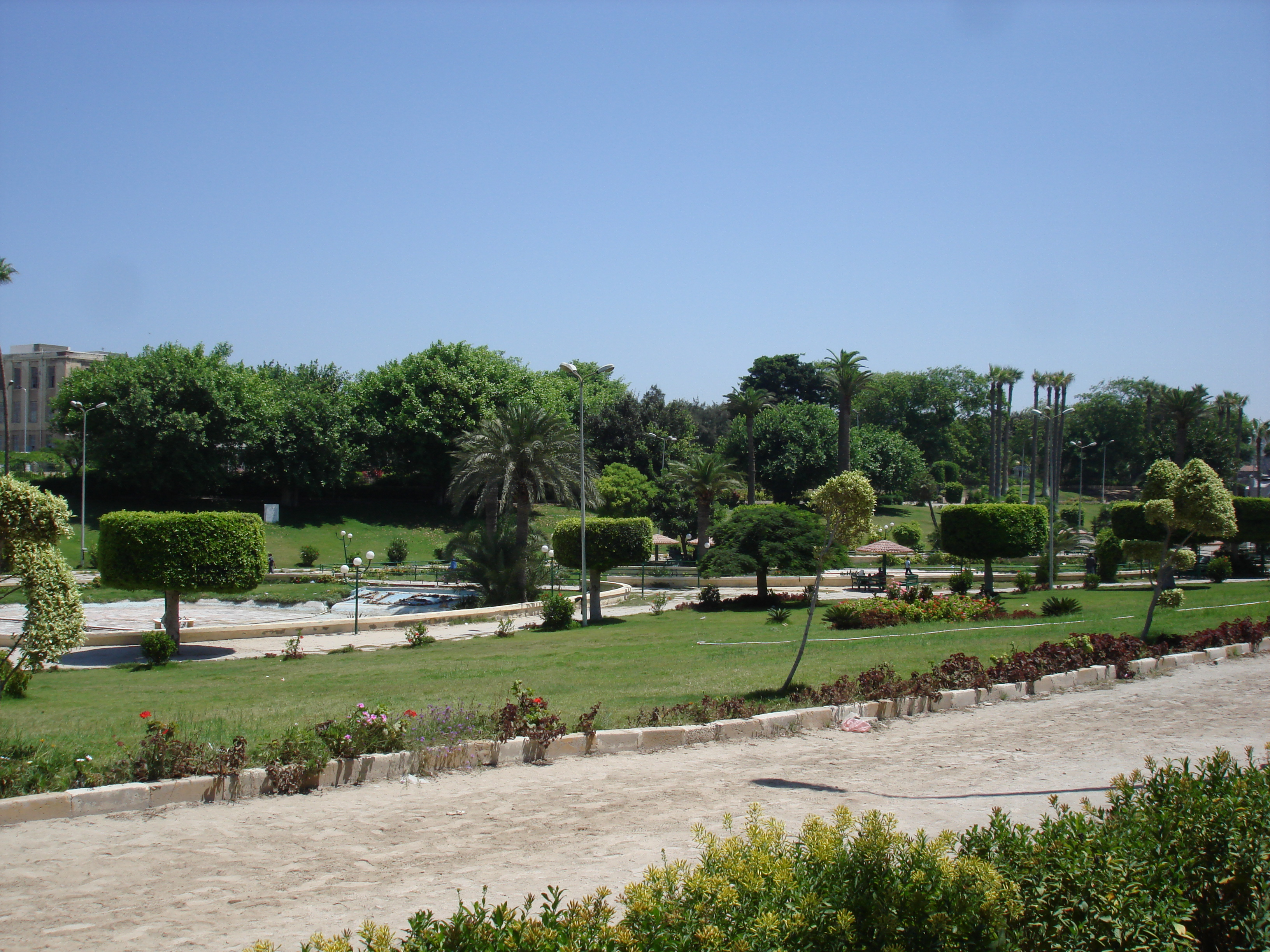
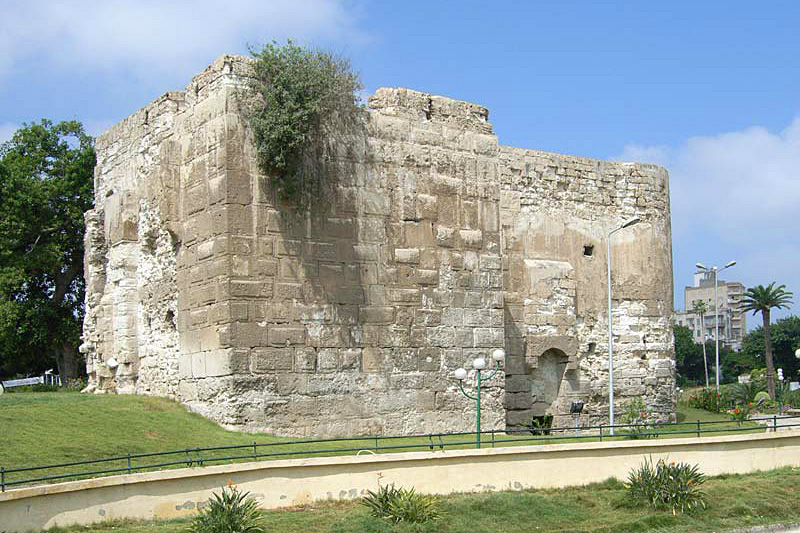
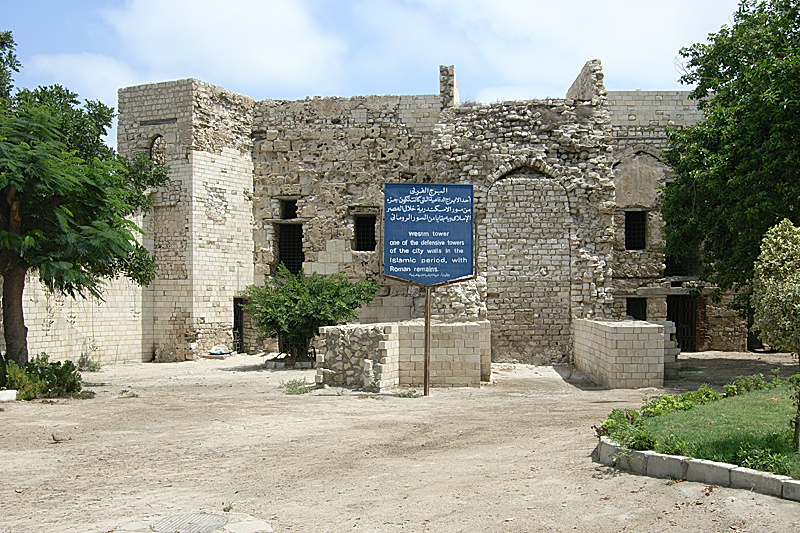
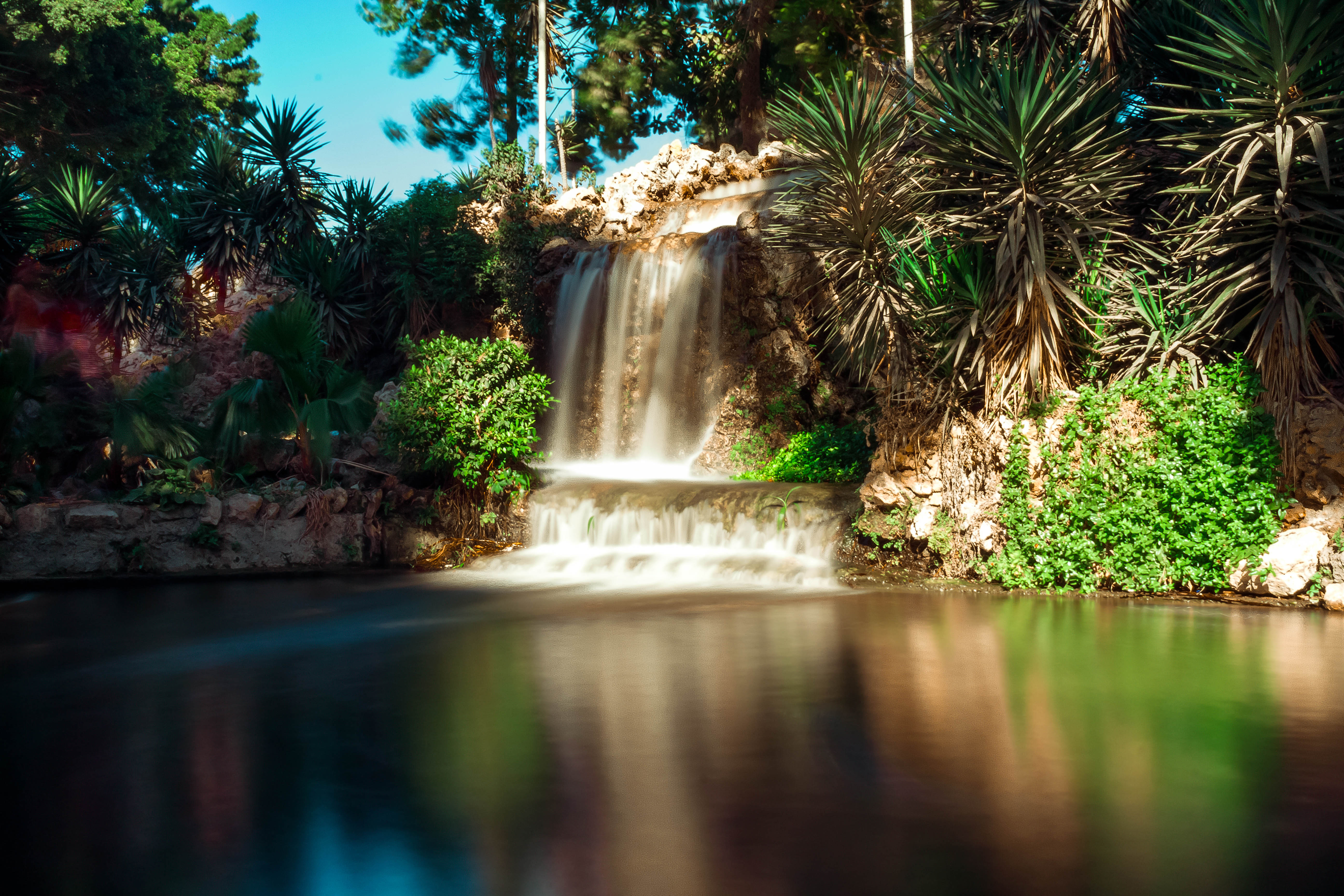
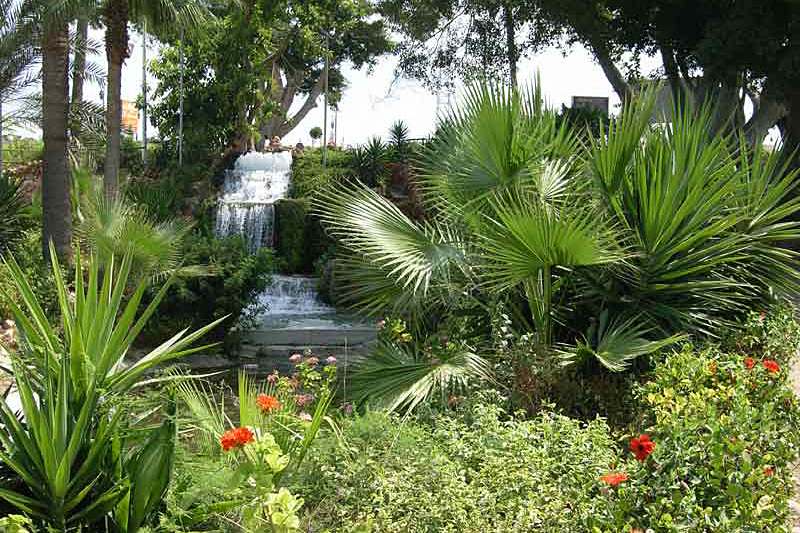
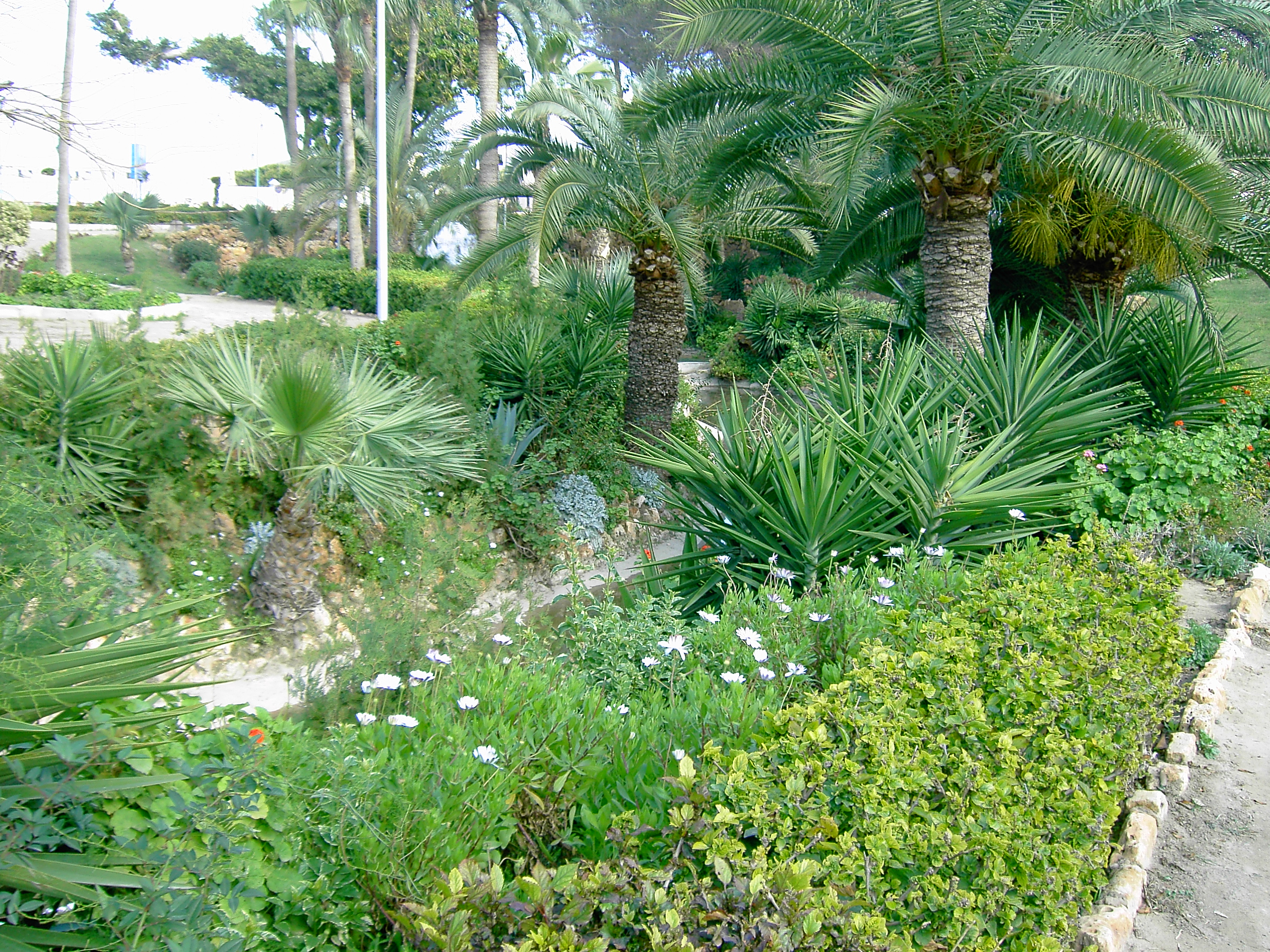